# Vilardi Nilton Petroni
Vilardi Júnior Nilton Petroni, más conocido como Filé (Río de Janeiro, 7 de julio de 1961), es un fisioterapeuta brasileño.
Filé se hizo famoso por ser el fisioterapeuta que ayudó a la recuperación de Ronaldo para el Mundial de 2002, cuando el regreso del Fenómeno se consideró casi imposible, pero terminó sucediendo a un alto nivel. Después de la Copa del Mundo, Ronaldo dedicó el título mundial a su familia y Filet. Filet recuperó al atleta usando un método que él mismo creó, llamado “Método de Recuperación Acelerada”, que fue muy criticado en ese momento. El tratamiento comienza con un trabajo en la piscina, reduciendo el peso corporal para ganar fuerza y resistencia. Los accesorios que utiliza son: patineta, remo, chaleco para tabla de surf para piscina y arena blanda. Las sesiones duraban 10 horas al día.
Además de Ronaldo, Filé trabajó con los deportistas Gustavo Kuerten, Romário, Pedrinho, Élber, Túlio, el piloto de F-1 Ayrton Senna y la jugadora de voleibol Isabel Salgado.
También ha trabajado en varios clubes de fútbol del país, como Atlético-MG, Santos, Palmeiras, y en el extranjero, como el Inter de Milán.  Actualmente trabaja como coordinador de fisioterapia en Fluminense Football Club. Además de los clubes, también trabajó para la selección brasileña, a principios de la década de 1990, cuando trabajó en la recuperación de Romário.

## Reconocimientos
- 2002 - Homenajeado con la Medalla Tiradentes[22][23]

## Obras
- La modalidad isoinercial como método de investigación en el ámbito de la función muscular - Revista Fisioterapia Brasil
- Entrenamiento excéntrico como prevención de lesiones musculares - Revista Brasileira de Biomecânica
- Entrenamiento de fuerza con electroestimulación - Revista Brasileña de Biomecánica
- Lesión Traumática y Déficit Muscular Elástico - Revista Fisioterapia Brasil
- Análisis biomecánico como medio de control y diagnóstico en rehabilitación - Revista Fisioterapia Brasil
- Aspectos centrales y periféricos - Revista Fisioterapia Brasil
- Estudios de Parámetros Cinemáticos de Marcha en Niños - VI Encuentro Internacional de Estudios Infantiles
- Cambios en la marcha en individuos escolióticos - I Fisiofitness de la Universidad Estácio de Sá
- Cambios en las características de la marcha cinemática para pies descalzos frente a varias alturas de talón. ESMAC-SIAMOC, Italia, 2001, Marcha y postura
- Análisis del comportamiento de la distribución de la presión plantar en sujetos normales - Revista Fisioterapia Brasil
- Biografía, Nilton Petrone - Filet (autor: Luiz Carlos Lisboa 2002)[24]